# La chiave della città
La chiave della città (Key to the City) è un film del 1950 diretto da George Sidney.